# Gaston Glock
Pour les articles homonymes, voir Glock.
Gaston Glock, né le 19 juillet 1929 à Vienne (Autriche) et mort le 27 décembre 2023 à Klagenfurt (Carinthie), est l’inventeur du célèbre pistolet « Glock ». Il est un ingénieur et homme d'affaires autrichien, fondateur de la société Glock, qui a développé les pistolets Glock dès 1982.

## Biographie

### Jeunesse
Gaston Glock naît le 19 juillet 1929 à Vienne. Il est enrôlé dans la Wehrmacht alors qu'il est adolescent, vers la fin de la Seconde Guerre mondiale, après quoi il obtient son diplôme d'ingénieur et rejoint une compagnie de foreuses à main.

### Fabrication
Gaston Glock commence comme fabricant de tringles à rideaux dans les années 1960 et des couteaux pour l'armée autrichienne dans les années 1970, et ne conçoit ou fabrique d'armes à feu qu'à l'âge de 52 ans. Il avait déjà acquis de l'expérience dans le domaine des polymères lors de ses précédentes entreprises commerciales. En 1980, il achète une machine de moulage par injection pour fabriquer des manches et des gaines pour les couteaux de campagne qu'il fabrique pour l'armée autrichienne dans son garage-atelier. Ses premiers employés viennent de l'industrie des appareils photo et ont de l'expérience dans la production de composants en polymère. Son premier pistolet de série est le Glock 17. Il lui a fallu un an pour le concevoir et le produire, et il en a déposé le brevet autrichien en avril 1981.
En 1982, il remporte l'appel d'offres de l'armée autrichienne.
Robert McFadden du New York Times a écrit que le pistolet de Glock :
« [...] became a phenomenal seller, especially in the United States. It arrived in the mid-1980s, when crime rates were soaring and police officers felt outgunned. New models and calibers with extended [sic] were introduced. Two-thirds of America’s police forces, including New York City's, adopted the Glock, as did many federal, state and county agencies ... He [Glock] was vilified by gun-control advocates and hailed by gun aficionados. Despite the Glock's popular depiction as a criminal's weapon and its use in some of America's most spectacular mass shootings, Mr. Barrett, the author of "Glock", said the gun had not commonly been traced to crime scenes — indeed, far less so than other firearm brands. »
— .
        
« [...] a connu un succès de vente phénoménal, en particulier aux États-Unis. Il est arrivé au milieu des années 1980, alors que les taux de criminalité augmentaient et que les policiers se sentaient dépassés. De nouveaux modèles et calibres avec des chargeurs plus longs [sic] ont été introduits. Les deux tiers des forces de police américaines, dont celle de la ville de New York, ont adopté le Glock, de même que de nombreuses agences fédérales, d'État et de comté... Il [Glock] a été vilipendé par les partisans du contrôle des armes à feu et acclamé par les aficionados des armes à feu. Malgré la représentation populaire du Glock comme arme de criminel et son utilisation dans certaines des fusillades de masse les plus spectaculaires d'Amérique, M. Barrett, l'auteur de Glock, a déclaré que l'arme n'avait pas souvent été retrouvée sur les scènes de crime - en fait, beaucoup moins que d'autres marques d'armes à feu »

### Tentative de meurtre
En juillet 1999, Gaston Glock soupçonne Charles Ewert, l'un de ses plus proches conseillers financiers, de détourner des fonds. Gaston Glock confronte Ewert, qui engage un mercenaire français (âgé de 67 ans) pour assassiner Glock à l'aide d'un maillet en caoutchouc dans un parking, en essayant de faire croire à un accident,. Gaston Glock est frappé à la tête, mais parvient à se défendre, donnant des coups de poing à l'homme jusqu'à ce qu'il s'effondre sur lui. Ewert et l'assassin sont tous deux condamnés pour tentative de meurtre et envoyés en prison.

### Vie privée
Gaston Glock épouse Helga Glock en 1958 et ils cofondent l'entreprise familiale en 1963. Ils ont trois enfants : Gaston Jr., Robert et Brigitte. Ils divorcent en 2011 après 49 ans de mariage, et entrent en litige à la suite d'accusations de racket de la part de Gaston Glock. Le procès est rejeté en 2017. Gaston épouse Kathrin, de 51 ans sa cadette.
Gaston Glock a fait don de plus d'un million d'euros à des organisations caritatives autrichiennes. Il a également versé des fonds au Parti de la liberté d'Autriche,,,.
Gaston Glock est décrit comme un « milliardaire autrichien reclus » qui évite la publicité et tient à sa vie privée malgré sa célèbre invention.

### Mort
Gaston Glock meurt le 27 décembre 2023 à l'âge de 94 ans, à Klagenfurt.